# Philippa Bevans
Philippa Bevans (* 10. Februar 1913 in London, England; † 10. Mai 1968 in New York City, New York) war eine britische Schauspielerin.

## Leben
Philippa Bevans begann ihre Karriere 1930 am Broadway, wo sie bis 1967 in zahlreichen Produktionen auftrat. Ihre bekannteste Rolle war die der Hausdame Mrs. Pearce in der Originalproduktion von My Fair Lady neben Julie Andrews und Rex Harrison. Eine gemeinsame Aufnahme von I Could Have Danced All Night mit Julie Andrews erschien 1956 als Single. In den 1950er Jahren trat sie in verschiedenen Fernsehproduktionen und Serien auf. In den 1960er Jahren spielte sie auch in einigen wenigen Spielfilmen, darunter Noch Zimmer frei an der Seite von Kim Novak, Jack Lemmon und Fred Astaire, Sidney Lumets Die Clique und Don Siegels Nur noch 72 Stunden.
Bevans verstarb im Alter von 55 Jahren in New York City.

## Filmografie (Auswahl)
- 1962: Noch Zimmer frei (The Notorious Landlady)
- 1964: Henrys Liebesleben (The World of Henry Orient)
- 1966: Die Clique (The Group)
- 1968: Nur noch 72 Stunden (Madigan)

## Broadway
- 1930: Stepdaughters of War
- 1931: The Bellamy Trial
- 1939: Stop Press
- 1941: Ah, Wilderness!
- 1943: Harriet
- 1945: Dream Girl
- 1948: A Temporary Island
- 1948: Harvest of Years
- 1948: Six O'Clock Theatre
- 1950: The Relapse
- 1951: Buy Me Blue Ribbons
- 1952: Mr. Pickwick
- 1954: The Starcross Story
- 1956: My Fair Lady
- 1959: Look After Lulu
- 1967: What Did We Do Wrong?